# NGC 2828
NGC 2828 is een spiraalvormig sterrenstelsel in het sterrenbeeld Lynx. Het hemelobject werd op 13 maart 1850 ontdekt door Johnstone Stoney, assistent van de Ierse astronoom William Parsons.

## Synoniemen
- ZWG 181.21
- NPM1G +34.0154
- PGC 26365